# 利庫里奇鄉
44°55′N 23°37′E / 44.917°N 23.617°E
利庫里奇鄉（羅馬尼亞語：Comuna Licurici, Gorj），是羅馬尼亞的鄉份，位於該國西南部，由戈爾日縣負責管轄，面積52平方公里，海拔高度275米，2007年人口2,535，人口密度每平方公里49人。